# Gesse maritime
Lathyrus japonicus
Espèce
Classification phylogénétique
La gesse maritime, aussi appelée pois de mer, Lathyrus japonicus (ou Lathyrus maritimus Bigelow), est une espèce de plantes à fleurs de la famille des Fabaceae. C'est une plante herbacée vivace à rhizomes qui se retrouve sur les côtes, au bord des eaux saumâtres des régions tempérées et boréales de l'hémisphère nord, pénétrant en certains endroits à l'intérieur du continent en Amérique du Nord où elle colonise les rivages de grandes étendues d'eau douce. Elle habite typiquement les sables de hauts de plage ainsi que les substrats à particules plus grossières tels que les galets.